# Argyronome lysippe
Argyronome lysippe är en fjärilsart som beskrevs av Oliver Erichson Janson 1877. Argyronome lysippe ingår i släktet Argyronome och familjen praktfjärilar. Inga underarter finns listade i Catalogue of Life.